# 다카사고촌
다카사고촌(高砂村)은 미야기현 미야기군에 설치되었던 촌이다.

## 연혁
- 1889년 4월 1일 - 정촌제 시행과 함께 다카사고촌이 성립하였다. 마을 이름은 다카사고 신사(高砂神社)에서 따왔다.
- 1941년 9월 15일 - 미야기군 이와키리촌・시치고촌을 포함한 나토리군 나카다촌・로쿠고촌과 함께 센다이시에 편입하였다.

## 교통
- 미야기 전기철도 (현:동일본 여객철도 센세키선)